# Vale da Porca
Vale da Porca es una freguesia portuguesa del municipio de Macedo de Cavaleiros, con 17,23 km² de superficie y 349 habitantes (2001). Su densidad de población es de 20,3 hab/km².